# Station Patrzyków
Station Patrzyków is een spoorwegstation in de Poolse plaats Patrzyków.